# Кекоран (присілок)
Кекора́н (рос. Кекоран) — присілок в Якшур-Бодьїнському районі Удмуртії, Росія.
Населення — 18 осіб (2010; 26 в 2002).
Національний склад (2002):
- удмурти — 58 %
- росіяни — 42 %

## Історія
1949 року до станції Узгінка із села Якшур-Бодья був переведений дитячий будинок.

## Урбаноніми[3]
- вулиці — Транспортна, Центральна

## Господарство
В присілку знаходиться залізнична станція Кекоран, яка до побудови широкої колії, була станцією на вузькоколійці і називалась Узгінка.